# Sœurs de la Miséricorde de Montréal
Les sœurs de Miséricorde de Montréal (en latin : Instituti Sororum a  Misericordia)  sont une congrégation religieuse féminine hospitalière de droit pontifical.

## Historique
Le 1er mai 1845, Rosalie Cadron-Jetté et Sophie Desmarets, toutes deux veuves, s’installent dans une petite maison du faubourg Saint-Laurent donnée par Antoine-Olivier Berthelet et fondent l’hospice de Sainte-Pélagie pour venir en aide aux femmes enceintes célibataires. En 1846 et 1847, l'hospice déménage tour à tour dans des locaux plus grands situés rue Wolfe, puis au coin de la rue Sainte-Catherine. À la demande d'Ignace Bourget, évêque de Montréal, elles prononcent, le 16 janvier 1848, des vœux simples et Rosalie prend le nom de Mère de la Nativité, donnant naissance au sœurs de la Miséricorde avec pour but l'accueil des enfants abandonnés et des mères enceintes hors mariage. 
Pour se mettre en conformité avec une loi de 1847, qui exige que les sages-femmes des villes de Québec, Montréal et Trois-Rivières prouvent leurs capacités devant deux membres du Collège des médecins et des chirurgiens du Bas-Canada ; la fondatrice et sept autres religieuses, dont certaines sont déjà sages-femmes, décident de suivre une formation en obstétrique et obtiennent leur certificat de compétence le 12 juillet 1849. La même année voit la fondation des filles de Sainte-Madeleine pour les mères célibataires qui souhaitent embrasser la vie religieuse, les madeleines sont pleinement intégrée à la congrégation en 1971. L'institut obtient le décret de louange le 7 juin 1867 et ses constitutions religieuses sont approuvées définitivement le 6 mai 1932. 

## Activités et diffusion

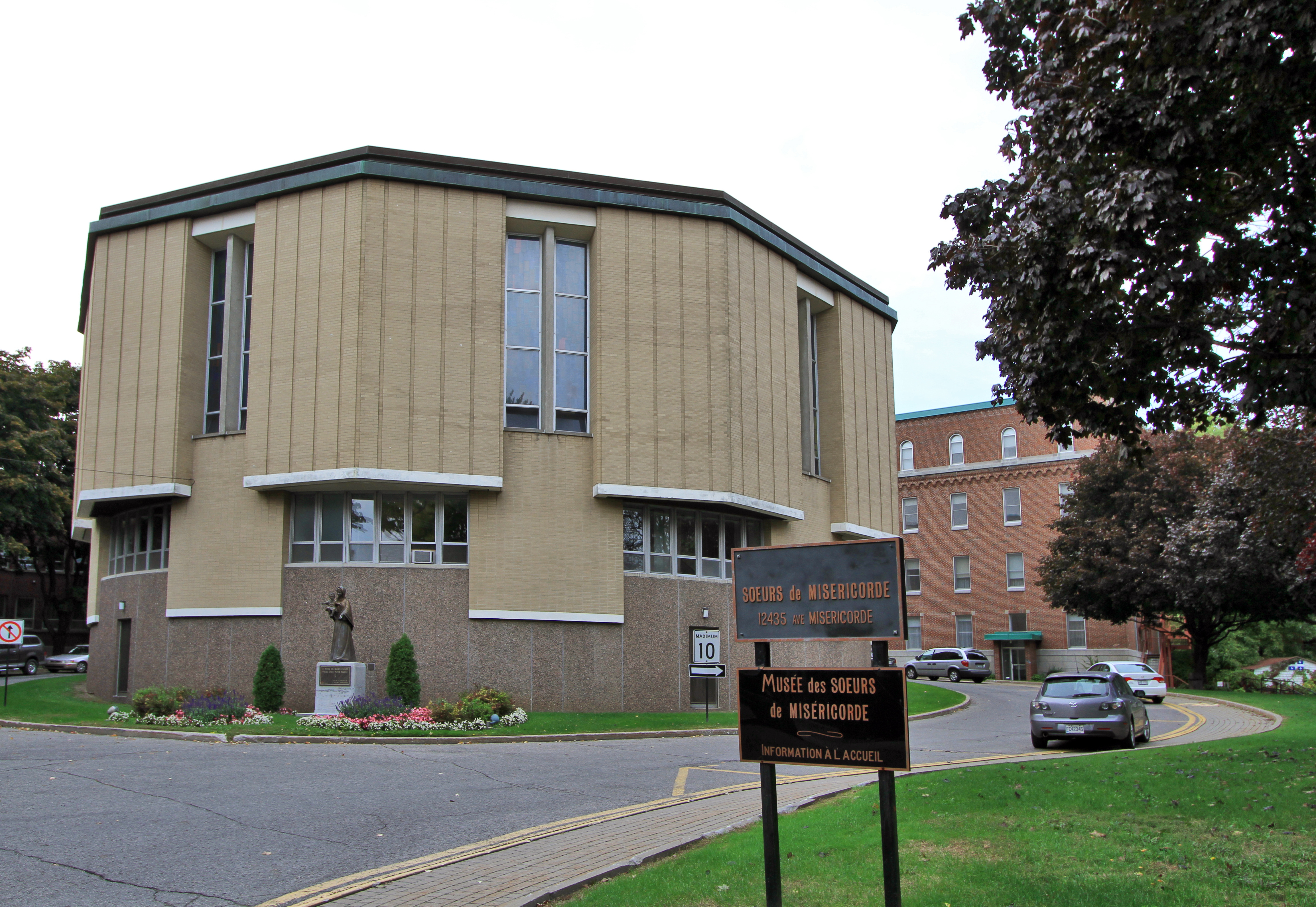

Les sœurs sont présentes au Canada, aux États-Unis et en Équateur. La maison généralice est à Montréal.
Les religieuses se consacrent principalement en faveur des femmes célibataires et de leurs enfants, mais également aux soins des malades dans les hôpitaux. À l'hôpital de La Miséricorde, ce sont elles qui formaient les puéricultrices jusqu'en 1971,. 
En 2017, la congrégation comptait 73 sœurs dans 8 maisons.